# Wrona rybożerna
Wrona rybożerna (Corvus ossifragus) – gatunek średniej wielkości ptaka z rodziny krukowatych (Corvidae), zamieszkujący wschodnie i południowo-wschodnie Stany Zjednoczone.

## Taksonomia
Gatunek po raz pierwszy opisany w 1812 roku przez Alexandra Wilsona. Blisko spokrewniony z wroną lśniącą (Corvus sinaloae) oraz wroną meksykańską (Corvus imparatus). Nie wyróżnia się podgatunków.

## Morfologia
Wrona rybożerna osiąga od 37 do 39 cm długości i 260–300 g masy ciała. Budową ciała niezwykle przypomina wronę amerykańską, różnice dostrzegalne są, dopiero gdy stoją obok siebie. C. ossifragus różni się jednak cieńszym i mniejszym dziobem oraz wydawanym dźwiękiem. Dla C. ossifragus jest to charakterystyczne nosowe „aa-aa” lub „kha”. Górna część upierzenia jest jedwabisto czarna o niebieskawym połysku, brzuch oraz nogi połyskują zielenią i brązem.

## Ekologia i zachowanie

### Środowisko
Wrony rybożerne żyją wzdłuż plaż, bagien, rzek, estuariów i jezior. Oprócz siedlisk nadbrzeżnych można je też spotkać w głębi lądu na polach uprawnych, obszarach miejskich i podmiejskich czy polach golfowych.

### Pożywienie
Zwierzę wszystkożerne. Główną częścią diety są małe skorupiaki i inne bezkręgowce dostępne w okolicy rzek i wybrzeża. Czasami zjadają także martwe ryby, jaja, małe gady, pisklęta oraz owoce i orzechy.

### Rozmnażanie
Okres lęgowy trwa od marca do maja. Gniazduje w koronach wysokich drzew, tworząc niewielkie kolonie blisko linii brzegowej. W gniazdach z patyków składanych jest zazwyczaj 4–5 zielonych jaj z brązowymi i oliwkowymi plamami. Są wysiadywane 17 do 18 dni, zarówno przez samca, jak i samicę.

## Status
IUCN uznaje wronę rybożerną za gatunek najmniejszej troski (LC, Least Concern) nieprzerwanie od 1988 roku. W 2017 roku organizacja Partners in Flight szacowała liczebność populacji lęgowej na około 450 tysięcy osobników. Trend liczebności populacji jest oceniany jako wzrostowy.